# 라임와이어
라임와이어(LimeWire)는 원래 자유 소프트웨어 P2P 파일 공유 클라이언트였던 마이크로소프트 윈도우, macOS, 리눅스, 솔라리스용의 음악 기반 NFT 플랫폼이다. 라임와이어는 그누텔라 네트워크와 비트토렌트 프로토콜을 사용한다. 무료 버전이며 라임와이어 프로(LimeWire Pro)라는 구매 가능한 개선판이 존재한다.

## 같이 보기
- 그루브샤크
- 카자 (애플리케이션)
- 미니노바
- 메가업로드